# Sena du Mozambique
Pour les articles homonymes, voir Sena.
Ne doit pas être confondu avec sena du Malawi.
Le sena du Mozambique, ou  chisena, (autonyme : cisena) est une langue bantoue parlée principalement au Mozambique.

## Classification
Le chisena est N.44, groupe N.40, dans la classification de Guthrie et celle de Bastin/Coupé/Mann.[réf. nécessaire]

## Dialectes
Ethnologue recense les dialectes suivants : caia (care, sena du Nord, sare), bangwe (sena du Sud), gombe, sangwe, podzo (chipodzo, cipodzo, phodzo, puthsu, shiputhsu) et gorongosa. Glottolog y ajoute le rue.
Il existe une similarité lexicale de 92 % entre le podzo et la caia.

## Utilisation
Cette langue est parlée par 1 550 000 personnes en 2016, principalement dans les provinces mozambicaines de Manica, Sofala, Tete et Zambézie.
Certains de ses locuteurs parlent portugais avec les locuteurs d'autres langues. Le ndau est utilisé à l'église et pour la communication avec les locuteurs d'autres langues dans la région de Beira, mais avec une compréhension limitée. Le chewa et le shona sont parlés par certains des locuteurs du sena du Mozambique à Tete.
Le Sena du Mozambique comprend de nombreux mots, et du vocabulaire issus du Portugais.

## Écriture
Le sena du Mozambique s'écrit grâce à l'alphabet latin.
| a | b | bh | bv | bz | c | d | dh | dj | dz | e | f | g | h | i | k | l | m | n | ngʼ | ny | o | p | pf | ps | r | s | t | ts | u | v | w | x | y | z |